# I. C. Brătianu
I. C. Brătianu es una comuna ubicada en el distrito de Tulcea, Rumania.

## Superficie
Posee una superficie de 55,97 kilómetros cuadrados.

## Demografía
Hasta 2021 la población era de 1143 habitantes, con una densidad de población de 20,42 habitantes por kilómetro cuadrado.